# Berdeniella freyi
Berdeniella freyi és una espècie d'insecte dípter pertanyent a la família dels psicòdids que es troba a Europa: Rússia.